# Andrena hunanensis
Andrena hunanensis är en biart som beskrevs av Wu 1977. Andrena hunanensis ingår i släktet sandbin, och familjen grävbin. Inga underarter finns listade i Catalogue of Life.